# Loma Central
Loma Central är en ort i Mexiko.   Den ligger i kommunen Texistepec och delstaten Veracruz, i den sydöstra delen av landet, 500 km öster om huvudstaden Mexico City. Loma Central ligger 40 meter över havet och antalet invånare är 157.
Terrängen runt Loma Central är platt. Runt Loma Central är det ganska glesbefolkat, med 29 invånare per kvadratkilometer. Närmaste större samhälle är Acayucan, 13,4 km nordväst om Loma Central. Omgivningarna runt Loma Central är en mosaik av jordbruksmark och naturlig växtlighet.